# ثقبة دن
ثقبة دُن (Dunn's Hole) هو كهف كبير التجويف يقع في أبرشية تريلاوني، جامايكا. ويتكون من تجويف كبيرة جدًا يبلغ طوله حوالي 200 متر وعرضه 100 متر وارتفاعه 80 مترًا، ويقع في قاع حفرة يبلغ ارتفاعها 200 مترًا. إنهُ أكبر تجويف معروف تحت الأرض في جامايكا. يحتوي التجويف الرئيسي على صواعد كبيرة يبلغ ارتفاعها حوالي 8 أمتار.